# Lioptilodes cuzcoicus
Lioptilodes cuzcoicus là một loài bướm đêm thuộc họ Pterophoridae. Nó được tìm thấy ở Ecuador và Peru.
Sải cánh dài khoảng 23 mm. Con trưởng thành bay vào tháng 8.